# Kaszabister ferrugineus
Kaszabister ferrugineus är en skalbaggsart som först beskrevs av Kirsch 1873.  Kaszabister ferrugineus ingår i släktet Kaszabister och familjen stumpbaggar. Inga underarter finns listade i Catalogue of Life.